# 사토 리카 (배우)
사토 리카(일본어: さとう 里香, 1987년 4월 18일 ~ )는 일본의 전 배우이다.

## 출연작

### TV 드라마
- 2009년 보이스~생명 없는 자의 목소리~
- 2010년 ~ 2011년 천장전대 고세이저 - 에리 / 고세이핑크 역

## 영화
- 사무라이전대 신켄저 vs. 고온저: 은막 BANG!! - 에리 / 고세이핑크 역
- 천장전대 고세이저 에픽 온 더 무비 - 에리 / 고세이핑크 역
- 천장전대 고세이저 vs. 신켄저: 에픽 온 은막 - 에리 / 고세이핑크 역
- 고카이저 고세이저 슈퍼 전대 199 히어로 대결전 - 에리 / 고세이핑크 역